# 안의초등학교
안의초등학교는 대한민국 경상남도 함양군에 있는 공립 초등학교이다.

## 학교 연혁
- 1912년 4월 4일 안의공립보통학교 개교
- 1938년 4월 1일 안의공립심상소학교로 교명 개칭
- 1941년 4월 1일 안의공립국민학교로 교명 개칭
- 1979년 4월 2일 병설유치원 개원(1학급)
- 1996년 3월 1일 안의초등학교로 교명 개칭
- 1997년 3월 1일 대지분교장 통합
- 1998년 3월 1일 동도초등학교 통합
- 1998년 7월 7일 연암관 (체육관) 개관
- 2012년 4월 7일 개교 100주년 기념행사
- 2013년 4월 4일 안의초등학교 100년사 발간

## 참고 자료
- 안의초등학교 - 한국교육학술정보원 학교알리미